# باربرو كلاين
باربرو كلاين هي عالمة في الأتنيات ‏ سويدية، ولدت في 1938، وتوفيت في 15 يناير 2018.